# 서배스천 바크
서배스천 바크(Sebastian Bach, 1968년 4월 3일 ~ )는 바하마에서 출생한 캐나다의 가수이다. 그는 1985년부터 1995년까지 스키드 로우의 보컬로 활동했다.